# Budova Kapetana Miši
Budova Kapetana Miši (srbsky v cyrilici Капетан Мишино здање, v latince Kapetan Mišino zdanje) je historizující budova v centru srbské metropole Bělehradu. Kulturní památka, ve které sídlí rektorát Univerzity v Bělehradu se nachází na náměstí Studentski trg v centru města.

## Historie
Palác byl vybudován pro bohatého podnikatele Mišu Anastasijeviće, vývozce soli a druhého nejbohatšího člověka tehdejšího Srbska. Stavební práce byly zahájeny v roce 1857, postupovaly dopředu i přes bombardování a obsazení objektu armádou v roce 1862. Palác byl dokončen v roce 1863 a představoval v Bělehradě ve své době jednou z nejhonosnějších budov. Ve své době se jednalo také o nejvyšší stavbu v srbské metropoli, byla na ní umístěna i vyhlídková plošina.
Dvoupatrová budova integruje řadu historizujících stylů (novogotiku a novorománský styl). Jejím autorem byl český architekt Jan Nevole, ten se snažil především o zdůraznění reprezentativního charakteru stavby. Přestože se o ní uvažovalo v případě smrti Anastasijeviće jako o paláci pro následníka trůnu, sám podnikatel se rozhodl nakonec budovu darovat pro vzdělávací účely. Přesídlila sem Velika škola (předchůdce současné Univerzity v Bělehradu), ministerstvo školství sídlily zde i některé další instituce jako např. srbské národní muzeum. V roce 1864 zde zasedal i parlament. Pro velké kulturní akce má budova k dispozici slavnostní sál.
Roku 1905 byl dostavěn zadní trakt stavby včetně dvora.
Během první světové války byl objekt těžce poškozen, levé křídlo budovy téměř celé vyhořelo. V letech 1919 až 1921 prošla budova kompletní obnovou. V roce 1935 byla jako jedna z prvních v srbské metropoli uvedena na seznam kulturních památek. Poslední rekonstrukce se uskutečnila v roce 2009.
Budova slouží v současné době převážně jako rektorát Bělehradské univerzity, části budovy jsou využívány ale různými jejími fakultami.